# Lauren Delleman
Lauren Delleman (Amsterdam, 14 januari 1995) is een Nederlands voormalig voetbalster die in de Eredivisie Vrouwen vijf seizoenen speelde voor AFC Ajax, waarmee zij landskampioen werd en tweemaal de KNVB Beker veroverde. Ook speelde zij één seizoen voor ADO Den Haag. In 2014 werd zij Europees Kampioen met het  Nederlands Elftal onder 19 jaar. Zij verruilde in 2018 haar voetbalcarrière voor een carrière in de advocatuur. 

## Carrièrestatistieken
| Seizoen                    | Club            | Land            | Competitie          | Competitie | Competitie | Beker | Beker | Internationaal | Internationaal | Overig | Overig | Totaal | Totaal |
| Seizoen                    | Club            | Land            | Competitie          | Wed.       | Dlp.       | Wed.  | Dlp.  | Wed.           | Dlp.           | Wed.   | Dlp.   | Wed.   | Dlp.   |
| -------------------------- | --------------- | --------------- | ------------------- | ---------- | ---------- | ----- | ----- | -------------- | -------------- | ------ | ------ | ------ | ------ |
| 2012/13                    | AFC Ajax        | Nederland       | Women's BeNe League | 3          | 0          | 0     | 0     | –              | –              | –      | –      | 3      | 0      |
| 2013/14                    | AFC Ajax        | Nederland       | Women's BeNe League | 9          | 0          | 1     | 0     | –              | –              | –      | –      | 10     | 0      |
| 2014/15                    | AFC Ajax        | Nederland       | Women's BeNe League | 12         | 1          | 1     | 0     | –              | –              | –      | –      | 13     | 1      |
| 2015/16                    | AFC Ajax        | Nederland       | Eredivisie          | 3          | 0          | 0     | 0     | –              | –              | –      | –      | 3      | 0      |
| 2016/17                    | AFC Ajax        | Nederland       | Eredivisie          | 4          | 0          | 1     | 0     | –              | –              | –      | –      | 5      | 0      |
| 2017/18                    | ADO Den Haag    | Nederland       | Eredivisie          | 14         | 1          | 0     | 0     | –              | –              | –      | –      | 14     | 1      |
| Carrière totaal            | Carrière totaal | Carrière totaal | Carrière totaal     | 45         | 2          | 3     | 0     | 0              | 0              | 0      | 0      | 48     | 2      |
| Bijgewerkt tot 1 juli 2018 |                 |                 |                     |            |            |       |       |                |                |        |        |        |        |

## Erelijst

### MetAFC Ajax
| Nationaal               |    |                      |
| KNVB beker              | 2x | 2013-2014, 2016-2017 |
| Landskampioen Nederland | 1x | 2016-2017            |

### MetNederland –19
| Internationaal        |    |           |
| Europees Kampioen –19 | 1x | 2013-2014 |